# Хайнрих Ернст фон Щолберг-Вернигероде
Хайнрих Ернст фон Щолберг-Вернигероде (на немски: Heinrich Ernst cu Stolberg-Wernigerode; Henrich Ernst; * 7 декември 1716, Вернигероде; † 24 октомври 1778, Халберщат) е граф на Щолберг-Вернигероде (1771 – 1778), немски политик, каноник и поет на църковни песни.

## Биография
Той е син на граф Кристиан Ернст фон Щолберг-Вернигероде (1691 – 1771) и съпругата му графиня София Шарлота фон Лайнинген-Вестербург (1695 – 1762), дъщеря на граф Йохан Антон фон Лайнинген-Вестербург и Кристина Луиза фон Сайн-Витгенщайн.
Хайнрих Ернст следва в университетите в Хале и Гьотинген. През 1739 г. е каноник в Халберщат. На 55 години той наследява баща си на 25 октомври 1771 г. и поема управлението в Графство Вернигероде. Той пише почти 400 (!) църковни песни.
Умира на 24 октомври 1778 г. в Халберщат и е погребан във Вернигероде.

## Фамилия
Първи брак: на 11 декември 1738 г. в Зорау с графиня Мария Елизабет фон Промниц (* 24 октомври 1717; † 20 юли 1741, Вернигероде), дъщеря на граф Ердман II фон Промнитц-Плес (1683 – 1745) и първата му съпруга херцогиня Анна Мария фон Саксония-Вайсенфелс (1683 – 1731). Тя умира при раждането на втората си дъщеря. Те имат децата:
- Августа Шарлота (1740 – 1741)
- дъщеря (*/† 1741)

Втори брак: на 12 юли 1742 г. в Кьотен с принцеса Христиана Анна Агнес фон Анхалт-Кьотен (* 5 декември 1726, Кьотен; † 2 октомври 1790, Вернигероде), дъщеря на княз Август Лудвиг фон Анхалт-Кьотен (1697 – 1755) и втората му съпруга графиня Емилия фон Промнитц (1708 – 1732). Те имат децата:
- Кристиан Фридрих фон Щолберг-Вернигероде (1746 – 1824), женен на 11 ноември 1768 г. във Вернигероде за графиня Августа Елеонора фон Щолберг-Щолберг (1748 – 1821)
- Августа Фридерика (1743 -1783), омъжена I. на 5 декември 1767 г. в Илзенбург при Вернигероде за граф Густав Фридрих фон Изенбург-Бюдинген (1715 – 1768); II. на 24 септември 1768 г. в Христиненхоф за граф Лудвиг Казимир фон Изенбург-Бюдинген (1710 – 1775), III. на 26 юни 1777 г. във Фритцлар за Фридрих Вендт (1738 – 1818), президент на „Академията Леополдина“
- Луиза Фердинанда (1744 – 1784), омъжена на 13 юни 1766 г. във Вернигероде за принц Фридрих Ердман фон Анхалт-Кьотен-Плес (1731 – 1797)

## Произведения
- Geistl. Gedichte, hrsg. v. Siegmund Jakob Baumgarten, 4 Bde., Halle 1748 – 52.
- Der sel. u. sichere Glaubensweg eines ev. Christen in gebundene Rede gebracht, Wernigerode 1747
- Neue Sammlung geistlicher Lieder, Wernigerode 1752 [Herausgeber], darunter sein Lied: Fort, fort, mein Herz, du mußt stets aufwärts steigen.